# Richard Leech
Richard Leech, född 24 november 1922 i Dublin, Irland, död 24 mars 2004 i London, England, var en irländsk skådespelare. Han blev skådespelare 1946 och kom att medverka som birollsaktör i flera brittiska storfilmer.

## Filmografi, urval
- 1956 – Den långa armen
- 1958 – En iskall i Alexandria
- 1958 – Titanics undergång
- 1960 – En gång hjälte
- 1965 – Att leva på toppen
- 1972 – Churchills äventyrliga ungdom
- 1982 – Gandhi
- 1985 – The Shooting Party
- 1988 – En handfull stoft